# Quincy (Massachusetts)
Quincy és una població dels Estats Units a l'estat de Massachusetts. Segons el cens del 2009 tenia 91.073 habitants.

## Demografia
Segons el cens del 2000, Quincy tenia 88.025 habitants, 38.883 habitatges, i 20.530 famílies. La densitat de població era de 2.025,4 habitants/km².
Dels 38.883 habitatges en un 20,7% hi vivien nens de menys de 18 anys, en un 38,7% hi vivien parelles casades, en un 10,5% dones solteres, i en un 47,2% no eren unitats familiars. En el 37,6% dels habitatges hi vivien persones soles el 13,4% de les quals corresponia a persones de 65 anys o més que vivien soles. El nombre mitjà de persones vivint en cada habitatge era de 2,22 i el nombre mitjà de persones que vivien en cada família era de 3,03.
Per edats la població es repartia de la següent manera: un 17,5% tenia menys de 18 anys, un 8,1% entre 18 i 24, un 36,1% entre 25 i 44, un 22,1% de 45 a 60 i un 16,3% 65 anys o més.
L'edat mediana era de 38 anys. Per cada 100 dones de 18 o més anys hi havia 88,5 homes.
La renda mediana per habitatge era de 47.121 $ i la renda mediana per família de 59.735$. Els homes tenien una renda mediana de 40.720 $ mentre que les dones 34.238$. La renda per capita de la població era de 26.001$. Entorn del 5,2% de les famílies i el 7,3% de la població estaven per davall del llindar de pobresa.

## Poblacions més properes
El següent diagrama mostra les poblacions més properes.